# E15
e15 je zpravodajský ekonomický deník, založený na konci roku 2007 vydavatelskou společností Mladá fronta. Od dubna 2016 patří do holdingu Czech Media Invest Daniela Křetínského, Patrika Tkáče a Romana Korbačky. Printový deník e15, jeho webové vydání a další aktivity redakce jsou součástí vydavatelského domu Czech News Center. Titul nabízí především ekonomické a politické zpravodajství, komentáře, analýzy a rozhovory. Šéfredaktorem deníku je Nikita Poljakov.

## Historie
První číslo deníku vyšlo 19. listopadu 2007. Na pozici publishera působil Karel Vágner, zakládajícími členy redakce byli šéfredaktor Tomáš Skřivánek, jeho zástupce Vladimír Piskáček, vedoucí vydání Kateřina Baumgartnerová a pozdější šéfredaktorka Tereza Zavadilová. V dalších letech se deník rozšířil o měsíční přílohy Real-Immo, Právo & Byznys, Český export a Zen. Od roku 2011 pořádá deník také odborné konference a společenské akce. Stále významnější je také produkce magazínů e15 Premium. 
Webová stránka www.e15.cz se stala po integraci menších projektů jako DIGIaréna, Strategie nebo AVmánia jednou z největších byznysových zpravodajských stránek českého internetu. Pod značku e15 patří rovněž partnerské weby FinExpert nebo The Student Times. 
Od roku 2011 byl deník e15 částečně zpoplatněn. Byl dostupný na některých novinových stáncích v síti prodejen PNS. Zároveň byl k dispozici zdarma na stojanech, nejčastěji ve velkých administrativních budovách, firmách, úřadech, ve finančních institucích nebo v kavárnách, se kterými deník e15 navázal spolupráci.
Na podzim 2017 se redakce deníku e15 rozhodla pro skrytí části obsahu webu e15.cz za platební bránu.
Od ledna 2020 přešel deník e15 kompletně do placené distribuce. Je k dispozici na novinových stáncích HDS a Geco po celé České republice. Zároveň navazuje na spolupráci s firmami v podobě placených novinových stojanů.
V říjnu 2020 oznámila šéfredaktorka Tereza Zavadilová, že ke konci roku 2020 z vedení listu odejde. V prosinci 2020 jmenoval vydavatel novým šéfredaktorem Nikitu Poljakova. Ke konci roku 2022 vycházel deník e15 pětkrát týdně (každý všední den) v nákladu 13 046.
V únoru 2023 došlo k představení nového loga a osvěžení magazínu.

## Šéfredaktoři
- Tomáš Skřivánek 2007–2014 (v letech 2011–2016 též publisher listu)
- Tereza Zavadilová 2014–2020
- Nikita Poljakov 2021–